# Volksrepubliek

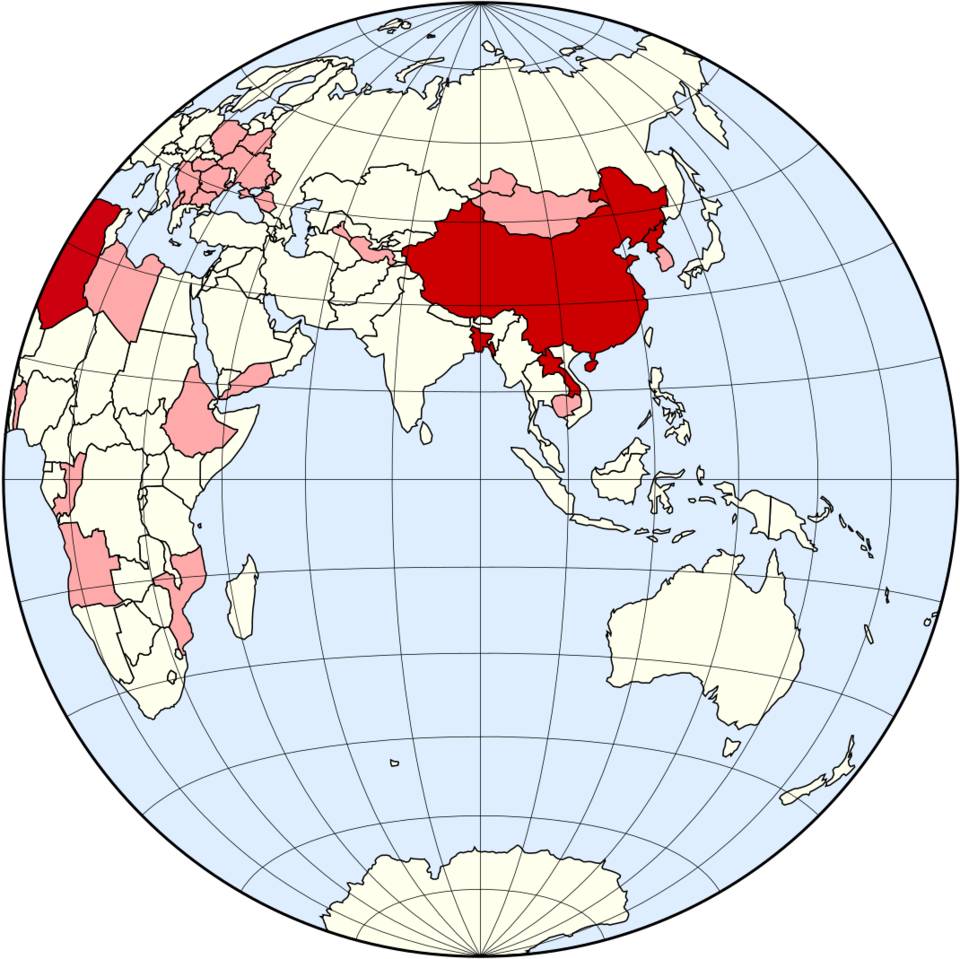
Landen die zichzelf volksrepubliek noem(d)en:
nu
vroeger

Een volksrepubliek of volksdemocratie (andere namen socialistische (volks)republiek of democratische (volks)republiek) is een term waarmee oorspronkelijk enkel, later hoofdzakelijk, communistische of sterk door het marxistisch bestuursmodel geïnspireerde republieken worden aangeduid.

## Bestuursvorm
Het concept van een volksdemocratie is afkomstig van Lenin, die als overgangsfase tussen het autocratisch tsarisme en de uiteindelijke klasseloze maatschappij een democratische dictatuur van het proletariaat en de boeren wilde instellen. In deze fase moesten de klassenverschillen worden overwonnen met voorlopige gebruikmaking van instituties uit de parlementaire democratie, totdat de klasseloze maatschappij is bereikt.
In het Westen werd aan deze landen veelal zonder onderscheid van de officiële titulatuur gerefereerd als communistische staten, dus gelijkgeschakeld met democratische republiek (DDR) en sovjetrepubliek. 
Veel Oost-Europese landen, waaronder Bulgarije, Albanië, Roemenië en Polen, heetten vroeger volksrepublieken. Dit geldt ook voor enkele Afrikaanse landen (waaronder Mozambique, Angola en Congo-Brazzaville) en voor sommige Oost-Aziatische landen. Tegenwoordig zijn er nog de Volksrepubliek China, de Democratische Volksrepubliek Korea en de Democratische Volksrepubliek Laos.
Het marxisme-leninisme heeft geen alleenrecht op de naamgeving '(democratische) volksrepubliek'. Er zijn nog twee staten in de wereld die niet ideologisch aansluiten bij het marxisme-leninisme, maar zich wel volksrepubliek noemen: de Democratische Volksrepubliek Algerije en de Volksrepubliek Bangladesh.
Overigens werd de term ook vaak gebruikt voor het voormalige regime in Libië onder de 'gids van de revolutie' kolonel Moammar al-Qadhafi), maar die beweerde op basis van zijn 'groene boekje' een islamitisch alternatief te vormen, genaamd de (Grote) Libische Arabische Socialistische Jamahiriya ('staat van de massa's').
De twee Oekraïense provincies die zich in mei 2014 onafhankelijk verklaarden, noemen zich sindsdien de Volksrepubliek Donetsk respectievelijk de Volksrepubliek Loegansk.

## Voormalige volksrepublieken
- Volksrepubliek Albanië (1946–1976), opgevolgd door de
  - Socialistische Volksrepubliek Albanië (1976–1992)
- Volksrepubliek Angola (1975–1992)
- Volksrepubliek Benin (1975–1990)
- Volksrepubliek Boechara (1920–1924, voormalig kanaat, opgegaan in de Oezbeekse Socialistische Sovjetrepubliek)
- Volksrepubliek Bulgarije (1946–1990)
- Volksrepubliek Congo (1970–1992, voormalig Frans, niet te verwarren met Belgisch-Congo)
- Duitse Democratische Republiek (1949-1990, herenigd met en opgegaan in de Bondsrepubliek)
- Volksrepubliek Hongarije (1949–1989)
- Democratische Volksrepubliek Jemen (Zuid-Jemen) (1967–1990, opgegaan in herenigd Jemen)
- Federale Volksrepubliek Joegoslavië (1946-1963), opgevolgd door de
  - Socialistische Federale Republiek Joegoslavië (1963-1992, stapsgewijs ontbonden)
- Volksrepubliek Kampuchea (Cambodja) (1979–1989)
- Grote Libisch-Arabische Socialistische Volks-Jamahiriyah (Libië) (1977-2011)
- Volksrepubliek Mongolië (Buiten-Mongolië) (1924–1992)
- Volksrepubliek Mozambique (1975–1990)
- Volksrepubliek Polen (1952–1989)
- Volksrepubliek Roemenië (1947–1965, na een grondwetswijziging hernoemd tot Socialistische Republiek)
- Volksrepubliek Toeva (1921–1944, voormalig Mongools kanaat, opgegaan in de toenmalige Russische Socialistische Federatieve Sovjetrepubliek als autonome SSR Tannu Tuva)
- Volksrepubliek Zanzibar (1964, gefedereerd met Tanganjika tot Tanzania)